# Schoonbroek (Antwerpen)

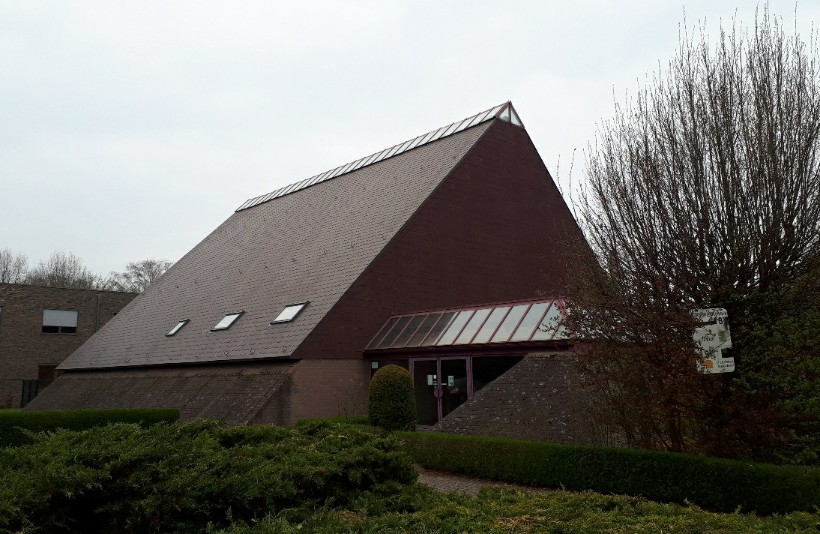
Sint-Laurentiuskerk, Schoonbroek, Ekeren

Schoonbroek is een wijk in het westen van Ekeren. Het ligt ten oosten van de A12 (Zoomse Weg). 
Sinds 2019 (net zoals voor 1927) maakt het deel uit van Ekeren. Van 1927 tot 2018 behoorde het (samen met de wijk Rozemaai en de Oude Landen) bij de stad, later district Antwerpen (postcode 2030). Op 1 januari 2019 werden de grenzen echter gewijzigd en werd Schoonbroek terug bij Ekeren gevoegd.
In 1980 werd de parochiekerk Sint- Laurentius naar een ontwerp van architecten Paul Schellekens en Karel Beuten in moderne stijl gebouwd. De kerk van Schoonbroek bevat ook heel wat interieurstukken van de in 1966 gesloopte gelijknamige Sint-Laurentiuskerk van Wilmarsdonk, waaronder een gerestaureerd en beschermd 17de-eeuws Blasius Bremser-orgel. 
Het natuurgebied Muisbroek ook gekend als de Ekerse Putten grenst aan de wijk, hiervan gescheiden door de A12 autosnelweg, te bereiken via een voetgangersbrug. Langs dezelfde voetgangersbrug kan ook het natuurgebied Bospolder-Ekers moeras bereikt worden.